# 鲁比亚
鲁比亚（法語：Roubia，法語發音：[ʁubja] ⓘ）是法国奥德省的一个市镇，属于纳博讷区。

## 地理
鲁比亚（43°14'51"N, 2°48'0"E）面积7.38 平方千米，位于法国奧克西塔尼大區奥德省，该省份为法国南部沿海省份，北起塔恩省，西北接上加龙省，西接阿列日省，南至东比利牛斯省，东临地中海，东北与埃罗省接壤。
与鲁比亚接壤的市镇（或旧市镇、城区）包括：阿尔让米内尔瓦、卡内、莱济尼昂科比耶尔、帕拉扎、奥隆扎克。

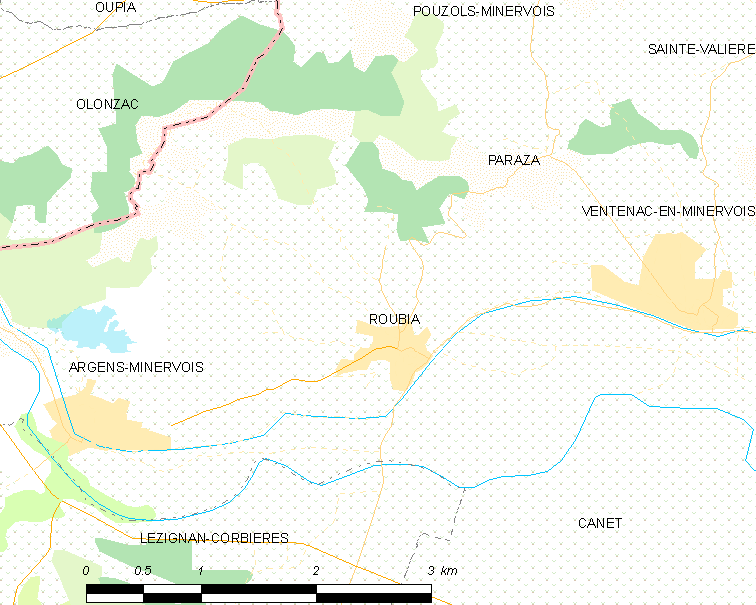
鲁比亚的OSM定位图

鲁比亚的时区为UTC+01:00、UTC+02:00（夏令时）。

## 行政
鲁比亚的邮政编码为11200，INSEE市镇编码为11324。

## 政治
鲁比亚所属的省级选区为南密涅瓦县。

## 人口

1962-2008年间鲁比亚人口变化图示

鲁比亚于2022年1月1日时的人口数量为514人。